# Liturgisches Gerät
Zum liturgischen Gerät (auch Kirchengerät, Messgerät; historisch auch Meßgeräth und Meßgerät) gehören die den gottesdienstlichen Handlungen dienenden Utensilien. Vor allem bei der Spendung der Sakramente in der römisch-katholischen, anglikanischen, altkatholischen und der evangelischen Kirche findet das in dieser Übersicht aufgelistete Gerät Verwendung. (Bücher, Bilder, Textilien und Mobilien sind bei den hier aufgelisteten Geräten nicht aufgenommen.) Das verarbeitete Material der Geräte und ihre Gestaltung sind vom liturgischen Gebrauch, von funktionalen Aspekten und religiösen Vorstellungen abhängig und haben sich im Verlauf der Geschichte immer wieder verändert; auch Formen der zeitgenössischen Kunst wurden aufgenommen.

## Vasa sacra
Als vasa sacra (heilige Gefäße) werden im katholischen und protestantischen Schrifttum zur Liturgie die Gefäße benannt, die mit der eucharistischen Gestalten Brot und Wein  in Berührung kommen. Sie sollen möglichst aus Edelmetall gefertigt sein, seltener werden auch andere kostbare Materialien verwendet.
- Kelch
- Patene (Hostienschale)
- Ziborium (Speisekelch)
- Monstranz mit Lunula
- Custodia (Sakramentsbehälter)
- Pyxis (Büchse für die konsekrierten Hostien)
- Kelchlöffel (auch protestantisch)

Von eher historischer Bedeutung sind:
- Peristerium (liturgische Taube)
- Fistula (Röhrchen)
- Colum (Sieb für den eucharistischen Wein)

## Vasa non sacra und anderes Gerät
Teils als Vasa sacra im weiteren Sinne, teils als Vasa non sacra werden den Abendmahlsgeräten weitere liturgische Gefäße und Geräte angeschlossen:
- Messkännchen (für Wein und Wasser)
- Gefäße für die heiligen Öle
- Aspergill (Weihwassersprenger)
- Altarschellen
- Lavabo, Handwaschgefäß
- Taufkelle
- Messbuchständer
- Altarleuchter, Osterleuchter
- Ewig-Licht-Leuchter
- Weihrauchfass (Turibulum)
- Weihrauchschiffchen (Gefäß für Weihrauchkörner)
- Oblatendose (Behälter für nicht konsekrierte Hostien)
- Altarkreuz
- Vortragekreuz

Von eher historischer Bedeutung sind:
- Aquamanile (Gießgefäß)
- Flabellum (liturgischer Fächer)

## Evangelische Altargeräte
Neben Altarkreuz und Altarleuchter gehören zum typisch protestantischen Altargerät:
- Weinkanne
- Abendmahlskelch, Gießkelch und Einzelkelche
- Abendmahlsteller[7]

## Liturgisches Gerät der Ostkirche
Siehe auch: Liste von liturgischem Gerät der Orthodoxen Kirche
- Asteriskus
- Dikirion und Trikirion

## Schutz
Häufig sind die Vasa sacra wertvolle Gegenstände. Wegen der Nähe zu den gottesdienstlichen Handlungen, zuweilen auch wegen ihrer Herkunft und Geschichte sind sie zudem für die Gläubigen von besonderem ideellem Wert. In Deutschland nimmt die Rechtsordnung hierauf Rücksicht. So kennt § 243 StGB das Regelbeispiel des Kirchendiebstahls, einen besonders schweren Fall des Diebstahls. Auch staatlicherseits besteht bei den sogenannten res sacrae ein erhöhter Schutz. Es handelt sich dabei manchmal um öffentliche Sachen, weil Religionsgemeinschaften durch einen kirchlichen Verwaltungsakt die Widmung als öffentliche Sache möglich ist.